# Sten Malmquist
Sten Gunnar Malmquist, född 30 december 1917 i Lunds stadsförsamling i dåvarande Malmöhus län, död 11 mars 2004 i Adolf Fredriks församling i Stockholm, var en svensk statistiker och professor.
Sten Malmquist var son till astronom Gunnar Malmquist och Ingeborg, ogift Lundvall. Han blev filosofie doktor och docent i statistik vid Uppsala universitet 1948, studerade i USA 1950–1951 och var professor i statistik vid Stockholms universitet 1954–1983. Malmquists forskning rörde bland annat efterfrågeanalys och hans doktorsavhandling hade titeln A Statistical Analysis of the Demand for Liquor in Sweden (1948).
Han gifte sig 1946 med sjuksköterskan Kerstin Nyblom (född 1921), dotter till ingenjören Hugo Nyblom och Wilma, ogift Schiller. De fick sonen Per Malmquist (född 1954, civilekonom, gift med Monica Renstig) och döttrarna Kristina (född 1958) och Elisabet (född 1959).